# Huawei P20 Pro
Huawei P20 Pro — смартфон з лінійки Huawei P з потрійною основною камерою, який надійшов у продаж в українські магазини 21 квітня 2018 року.

## Апаратне забезпечення
Смартфон побудований на базі чипсета HUAWEI Kirin 970, з восьмиядерним процесором та мікроархітектурою i7, має 4 ядра Cortex A73 з частотою 2.36 ГГц і 4 ядра Cortex A53 з частотою 1.8 ГГц. Графічне ядро — Mali-G72 MP12. Пристрій має дисплей типу AMOLED з діагоналлю 6,1" і роздільною здатністю 1080x2240. Співвідношення сторін 18.7:9.
Внутрішня пам'ять (ОЗП) апарату складає 128 ГБ, ОЗУ — 6 ГБ. В комплекті нез'ємний акумулятор на 4000 мА/г.
Особливістю смартфону стала нова потрійна камера Leica 40 + 20 + 8 Мп, має 5-кратний гібридний зум, зйомка зі швидкістю 960 кадр/с для надсповільненого відтворення та інтелектуальна стабілізація зображення. Згідно с тестами dxomark камера отримала найвищу кількість балів на момент виходу смартфону серед інших конкурентів — 109 балів.

## Програмне забезпечення
Huawei P Smart працює на операційній системі Android 8.1 (Oreo) з графічною оболонкою EMUI 8.1.
Підтримує стандарти зв'язку: GSM 850/900/1800/1900 МГц, UMTS 850/900/1900/2100 МГц, LTE 1-9, 12, 17-20, 26, 28, 34, 38, 39, 40, 41.
Бездротові інтерфейси: WiFi 802.11 a/b/g/n/ac, Bluetooth 4.2 BLE, NFC. Смартфон підтримує навігаційні системи: GPS, A-GPS, ГЛОНАСС, BeiDou. FM-радіо відсутнє.